# Independent Leaders
Az Independent Leaders a Naughty by Nature 1989-ben megjelent debütáló albuma, melyet még The New Style címen jelentettek meg az MCA kiadónál. Az albumról csupán egy dalt másoltak át kislemezre.

## Tracklista
1. Scuffin' Those Knees (3:16)
2. Start Smokin' (4:50)
3. Picture Perfect (3:11)
4. Can't Win For Losing (3:15)
5. Droppin' The Bomb (3:18)
6. To The Extreme (2:38)
7. Independent Leader (4:26)
8. New Vs. Style (3:37)
9. Smooth Mood (3:59)
10. Bring The Rock (3:32)